# Пентиктон 1
Пентиктон 1 (англ. Penticton 1) — індіанська резервація в Канаді, у провінції Британська Колумбія, у межах регіонального округу Оканаґан-Сімілкамін.

## Населення
За даними перепису 2016 року, індіанська резервація нараховувала 1783 особи, показавши зростання на 7,0%, порівняно з 2011-м роком. Середня густина населення становила 9,2 осіб/км².
З офіційних мов обидвома одночасно володіли 70 жителів, тільки англійською — 1 710. Усього 140 осіб вважали рідною мовою не одну з офіційних, з них 40 — одну з корінних мов, а 10 — українську.
Працездатне населення становило 38,9% усього населення, рівень безробіття — 12,4%.
Середній дохід на особу становив $33 053 (медіана $26 056), при цьому для чоловіків — $39 025, а для жінок $27 420 (медіани — $30 848 та $22 112 відповідно).
29,6% мешканців мали закінчену шкільну освіту, не мали закінченої шкільної освіти — 25,1%, 45,3% мали післяшкільну освіту, з яких 14,2% мали диплом бакалавра, або вищий.
| Статево-вікова структура населення | Статево-вікова структура населення | Статево-вікова структура населення | Статево-вікова структура населення | Статево-вікова структура населення |
| ---------------------------------- | ---------------------------------- | ---------------------------------- | ---------------------------------- | ---------------------------------- |
|                                    |                                    |                                    |                                    |                                    |
| Всього                             | Всього                             | 48,6%51,4%                         |                                    |                                    |
| 0 — 14 років                       | 0 — 14 років                       |                                    | 12,6%                              | 12,6%                              |
| 15 — 64 років                      | 15 — 64 років                      |                                    | 48%                                | 48%                                |
| 65 і більше                        | 65 і більше                        |                                    | 39,3%                              | 39,3%                              |
| 85 і більше                        | 85 і більше                        |                                    | 3,9%                               | 3,9%                               |
| 100 і більше                       | 100 і більше                       |                                    | 0,3%                               | 0,3%                               |
| Середній вік (років)               | Середній вік (років)               | 50,751,2                           | 51,0                               | 51,0                               |
| Медіана (років)                    | Медіана (років)                    | 56,257,1                           | 56,6                               | 56,6                               |
| — чоловіки — жінки                 |                                    |                                    |                                    |                                    |

| Походження мешканців:     | Походження мешканців:     | Походження мешканців: | Походження мешканців: | Походження мешканців: |
| ------------------------- | ------------------------- | --------------------- | --------------------- | --------------------- |
| Походження                |                           |                       | осіб                  | %                     |
| Корінні американці        | Корінні американці        |                       | 645                   | 36.24%                |
| Інше північноамериканське | Інше північноамериканське |                       | 265                   | 14.89%                |
| Європейське               | Європейське               |                       | 1 185                 | 66.57%                |
| британське                | британське                |                       | 835                   | 46.91%                |
| французьке                | французьке                |                       | 145                   | 8.15%                 |
| українське                | українське                |                       | 80                    | 4.49%                 |
| Латинськоамериканське     | Латинськоамериканське     |                       | 10                    | 0.56%                 |
| Африканське               | Африканське               |                       | 10                    | 0.56%                 |
| Азійське                  | Азійське                  |                       | 10                    | 0.56%                 |
| Океанійське               | Океанійське               |                       | 10                    | 0.56%                 |

## Клімат
Середня річна температура становить 6,4°C, середня максимальна – 21,2°C, а середня мінімальна – -11,7°C. Середня річна кількість опадів – 389 мм.
| Клімат поселення                              | Клімат поселення | Клімат поселення | Клімат поселення | Клімат поселення | Клімат поселення | Клімат поселення | Клімат поселення | Клімат поселення | Клімат поселення | Клімат поселення | Клімат поселення | Клімат поселення | Клімат поселення |
| Показник                                      | Січ.             | Лют.             | Бер.             | Квіт.            | Трав.            | Черв.            | Лип.             | Серп.            | Вер.             | Жовт.            | Лист.            | Груд.            |                  |
| Середній максимум, °C                         | 1,87             | 4,98             | 8,92             | 13,00            | 17,45            | 21,14            | 21,15            | 21,13            | 16,30            | 10,01            | 3,50             | −0,42            |                  |
| Середня температура, °C                       | −4,91            | −1,79            | 2,15             | 6,23             | 10,67            | 14,36            | 17,60            | 17,58            | 12,74            | 6,44             | −0,06            | −3,98            |                  |
| Середній мінімум, °C                          | −11,71           | −8,59            | −4,64            | −0,56            | 3,89             | 7,58             | 14,02            | 14,00            | 9,19             | 2,87             | −3,62            | −7,54            |                  |
| Норма опадів, мм                              | 36               | 26               | 22               | 23               | 40               | 48               | 36               | 34               | 27               | 22               | 35               | 40               |                  |
| Середньомісячна швидкість вітру, м/с          | 2.25             | 2.20             | 2.60             | 2.80             | 2.68             | 2.63             | 2.58             | 2.47             | 2.30             | 2.36             | 2.41             | 2.26             |                  |
| Середньомісячна сонячна радіація, кДж/м²·день | 3525             | 6826             | 11518            | 16511            | 20025            | 21727            | 23080            | 19781            | 14230            | 8276             | 3929             | 2792             |                  |
| --------------------------------------------- | ---------------- | ---------------- | ---------------- | ---------------- | ---------------- | ---------------- | ---------------- | ---------------- | ---------------- | ---------------- | ---------------- | ---------------- | ---------------- |
| Джерело:                                      |                  |                  |                  |                  |                  |                  |                  |                  |                  |                  |                  |                  |                  |